# Grumman F11F-1F Super Tiger
Grumman F11F-1F Super Tiger (tovarniška oznaka G-98J) je bilo enomotorno reaktivno palubno lovsko letalo. Zasnovan je bil na podlagi F-11 Tiger, vendar Super Tiger ni vstopil v serijsko proizvodnjo. Prvič je poletel 25. maja 1956. Z motorji J79 je kot prvo palubno letalo presegel Mach 2. 18. april 1958 je v Letalski bazi Edwards dosegel rekordno višino 76938 čevljev.

## Specifikacije(F11F-1F)
Podatki iz Secret Projects: Fighters & Interceptors 1945-1978.
Splošne karakteristike
- Posadka: 1
- Dolžina: 48 ft 9 in (14,85 m)
- Razpon kril: 31 ft 8 in (9,65 m)
- Višina: 14 ft 4 in (4,36 m)
- Površina kril: 250 ft² (23,25 m²)
- Teža praznega letala: 13810 lb (6277 kg)
- Naložena teža: 21035 lb (9561 kg)
- Maks. vzletna teža: 26086 lb (11833 kg)
- Pogon letala: 1 × General Electric J79-GE-3A turboreaktivni motor
  - Potisk motorjev (suh): 12533 lbf (53,3 kN)
  - Potisk motorjev z dodatnim zgorevanjem: 17000 lbf (75,6 kN)

 Zmogljivost 
- Maks. hitrost: Mach 2,04 (1400 mph, 2253 km/h) na 40000 ft (12192 m)
- Doseg: 1536 milj (1336 nmi, 1826 km)
- Višina leta: 59000 ft (19980 ft)

Oborožitev

- Strelno orožje: 4 × 20 mm (.79 in) Colt Mk 12 avtomatski top, 125 nabojev vsak
- Nosilci za orožje: 4 s kapaciteto - in zalogo orožja s kombinacijo:
  - Izstrelki: AIM-9 Sidewinder